# Mont-sous-les-Côtes

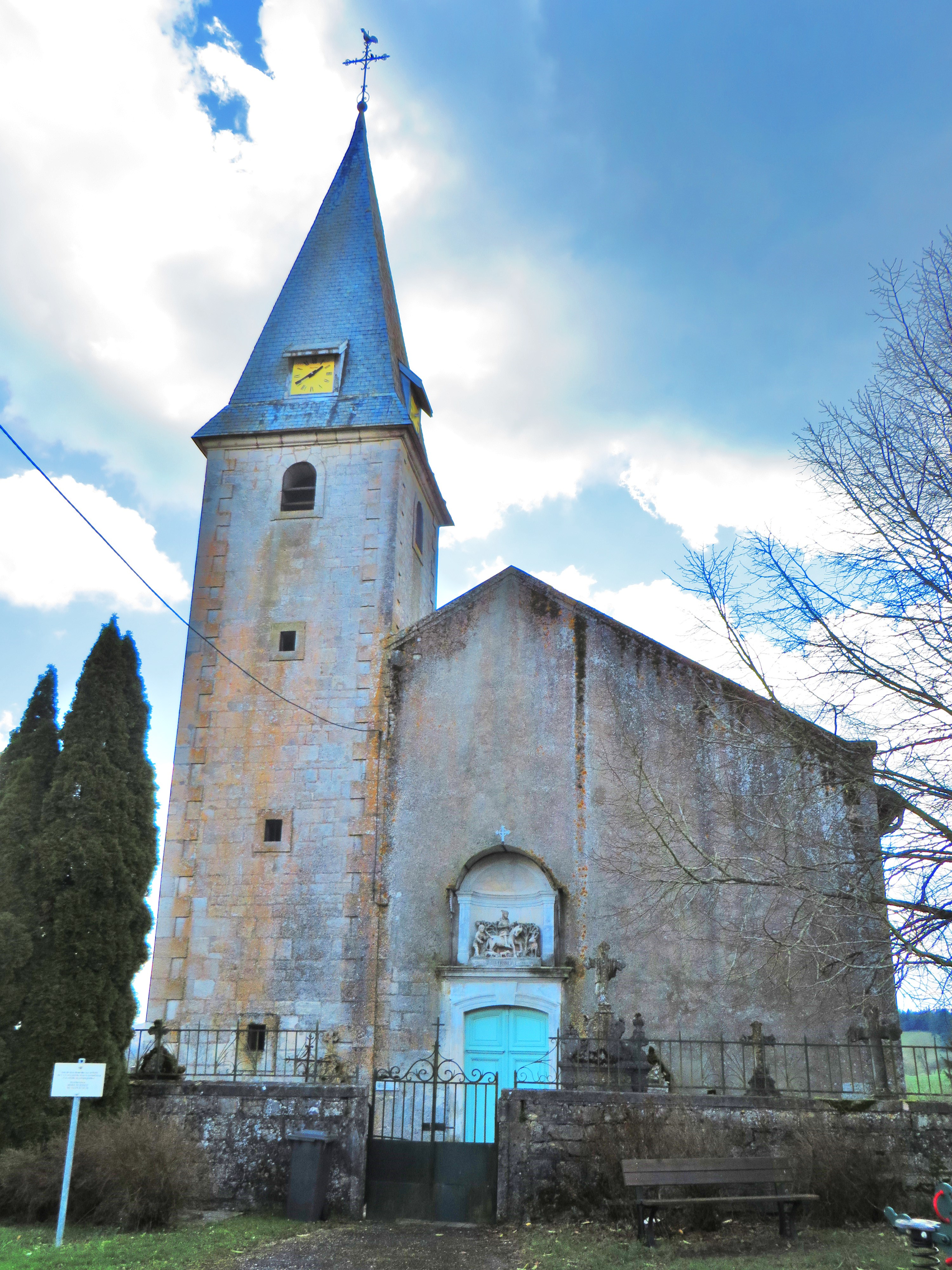
Kirche Saint-Martin

Mont-sous-les-Côtes ist ein Ortsteil und eine ehemalige französische Gemeinde im Département Meuse in der Region Grand Est.

## Geschichte
Am 25. Februar 1965 wurde die Gemeinde Villers-sous-Bonchamp mit der Gemeinde Mont-sous-les-Côtes zusammengelegt. Es entstand die neue Gemeinde Mont-Villers.
Im Jahr 1977 fusionierten die bis dahin eigenständigen Gemeinden Bonzée-en-Woëvre, Mesnil-sous-les-Côtes und Mont-Villers zur neuen Gemeinde Bonzée.